# Baía de Santa Marta
Baía de Santa Marta är en vik i Angola.   Den ligger i provinsen Namibe, i den västra delen av landet, 600 kilometer söder om huvudstaden Luanda.
Runt Baía de Santa Marta är det mycket glesbefolkat, med 2 invånare per kvadratkilometer.